# Nunc est bibendum
La locuzione latina Nunc est bibendum, tradotta letteralmente, significa «ora bisogna bere». È tratta da un verso di Orazio (Odi, I, 37, 1), che aveva con esso inteso tradurre un altro celebre verso, νῦν χρῆ μεθύσθην (Nyn chrê methysthēn), cioè: «ora bisogna ubriacarsi», del poeta Alceo (framm. 332 V.). Si può ricordare il motto agli amici, per il tradizionale brindisi dopo qualche successo. 
La frase completa è Nunc est bibendum, nunc pede libero pulsanda tellus («Ora bisogna bere, ora bisogna far risonare la terra con il piede libero», cioè ci si può dare alla pazza gioia). Orazio non intendeva parlare di acqua, ma di vino. Trattandosi di celebrare la morte di Cleopatra, un brindisi col calice in mano era proprio d'occasione. L'esortazione di Alceo, invece, era dovuta alla gioia per la morte dell'odiato tiranno Mirsilo di Mitilene.

## Curiosità
La celebre esortazione oraziana è stata utilizzata dalla casa produttrice degli pneumatici Michelin come motto all'inizio del XX secolo, ed è rimasta nel nome della mascotte Bibendum (il cosiddetto Omino Michelin).